# Seglarskor

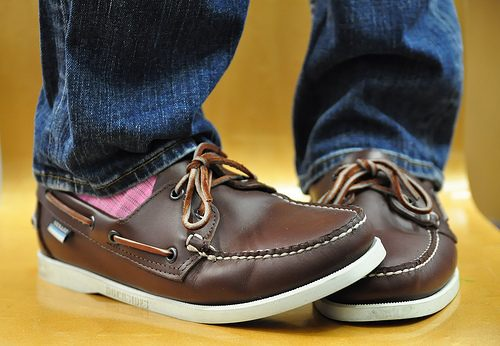
Seglarskor

Seglarskon är en typ av sko som har likheter med loafern. Seglarskon har nästan alltid snören av läder och själva skon är också ofta i läder eller skinn, ibland också i tyg. Sulorna på seglarskor är ofta mjuka och vita så att de inte ska repa eller färga  båten, därav namnet. Seglarskon används inte bara på båtar utan har blivit en fritidssko som används av många som inte seglar.